# Thalia (Schiff, 1978)
Die Thalia ist ein Forschungsschiff des französischen Forschungsinstituts Ifremer. Bereedert wird das Schiff von Genavir.

## Geschichte
Das Schiff wurde 1978 auf der Werft Constructions Mécanqiues de Normandie (CMN) in Cherbourg als Fischtrawler gebaut und später zu einem Forschungsschiff umgebaut. In erster Linie wird es für Fischereiforschungsprojekte im Bereich des Ärmelkanals und der Biskaya eingesetzt.

## Technische Daten
Das Schiff ist mit zwei Dieselmotoren des Herstellers Poyand (Typ: A 12150M) mit jeweils 265 kW Leistung ausgestattet. Es ist mit einem Bugstrahlruder mit 37 kW Leistung ausgerüstet.
Für die Stromversorgung stehen ein Wellengenerator mit 180 kVA Scheinleistung und ein Dieselgenerator mit 40 kVA Scheinleistung zur Verfügung.

## Ausstattung
Das Schiff ist mit verschiedenen für die Forschungsarbeiten benötigten Anlagen ausgestattet, darunter Sonar, Salinometer und Temperaturmessgeräte. An Bord steht ein 5,7 m² großes Labor zur Verfügung. An Deck ist Platz für einen 20-Fuß-Container.
Das Schiff verfügt über einen schwenkbaren Heckgalgen mit 3 t Hebekapazität. Weiterhin befinden sich verschiedene Winden an Deck.
An Bord können sechs Besatzungsmitglieder sowie sechs Wissenschaftler oder anderes für Forschungsfahrten benötigtes Personal untergebracht werden. Das Schiff kann rund fünf Tage auf See bleiben.